# Ангозеро (озеро, Белозерский район)
Ангозеро — озеро в России, располагается на территории Белозерского района Вологодской области.
Площадь водной поверхности озера равняется 1,18 км². Уровень уреза воды находится на высоте 141 м над уровнем моря. Площадь водосборного бассейн озера составляет 39,4 км².
Код объекта в государственном водном реестре — 08010200311110000004257.